# Haviujaq Island
Haviujaq Island är en ö i Kanada.   Den ligger i ögruppen Astronomical Society Islands i territoriet Nunavut, i den nordöstra delen av landet, 2 800 km norr om huvudstaden Ottawa. Arean är 1,7 kvadratkilometer.
Terrängen på Haviujaq Island är platt. Öns högsta punkt är 72 meter över havet. Den sträcker sig 1,3 kilometer i nord-sydlig riktning, och 2,2 kilometer i öst-västlig riktning.
Trakten runt Haviujaq Island är nära nog obefolkad, med mindre än två invånare per kvadratkilometer.